# Moseushi
Moseushi (jap. 妹背牛町 Moseushi-chō) – miasto w Japonii, w prefekturze Hokkaido, w podprefekturze Sorachi. Według danych na rok 2020 miejscowość zamieszkiwało 2 693 mieszkańców , a gęstość zaludnienia wyniosła 55,3 os./km².